# District de Petrodvorets
Le district de Petrodvorets est l'un des dix-huit raïons administratifs de l'agglomération du grand Saint-Pétersbourg. Il doit son nom à Petrodvorets, ville entourant le palais de Peterhof (ce qui signifie la même chose en allemand).